# Linum alatum
Linum alatum là một loài thực vật có hoa trong họ Linaceae. Loài này được (Small) H.J.P. Winkl. mô tả khoa học đầu tiên năm 1931.